# William Pottker
William Pottker, född 22 februari 1993 i Florianópolis i Santa Catarina, är en brasiliansk fotbollsspelare.
Han vann skytteligan i Campeonato Brasileiro Série A 2016 med 14 gjorda mål.